# Hugo Natteri
Hugo Natteri (Pisco, 25 giugno 1934 – Grosseto, 10 luglio 2000) è stato un calciatore peruviano, di ruolo centrocampista.

## Carriera
Veloce centometrista, crebbe calcisticamente nel Deportivo Municipal di Lima; al 1958 risale una sua gara con la Nazionale B del Perù.
Centrocampista con attitudine all'attacco, venne tesserato in Italia nel 1956 dall'Inter, con cui sostenne solamente alcuni allenamenti; fu girato difatti prima alla Triestina, con cui esordì in Serie A nella stagione 1956-57, e successivamente alla neopromossa Alessandria come riserva di Roger Vonlanthen. Nelle sei gare totali disputate in massima serie, Natteri non offrì prestazioni particolarmente convincenti.
Negli anni sessanta trovò dunque spazio in Serie C con Pescara, Rimini e soprattutto Grosseto.

## Dopo il ritiro
Dopo il ritiro si stabilì a Grosseto con la famiglia. Allenò squadre dilettantistiche (il Barbanella e la Nuova Grosseto di calcio a 7 femminile), fu ristoratore e commerciante.
Morì nel 2000, a 66 anni.